# Hypoblast

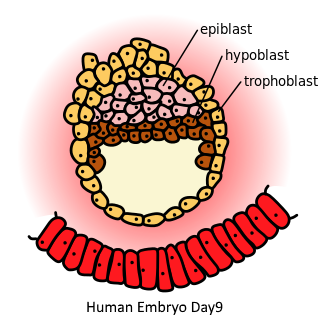
Menselijk embryo op dag 9 na de bevruchting. Hypoblast (bruin) zit onder de epiblast (roze)

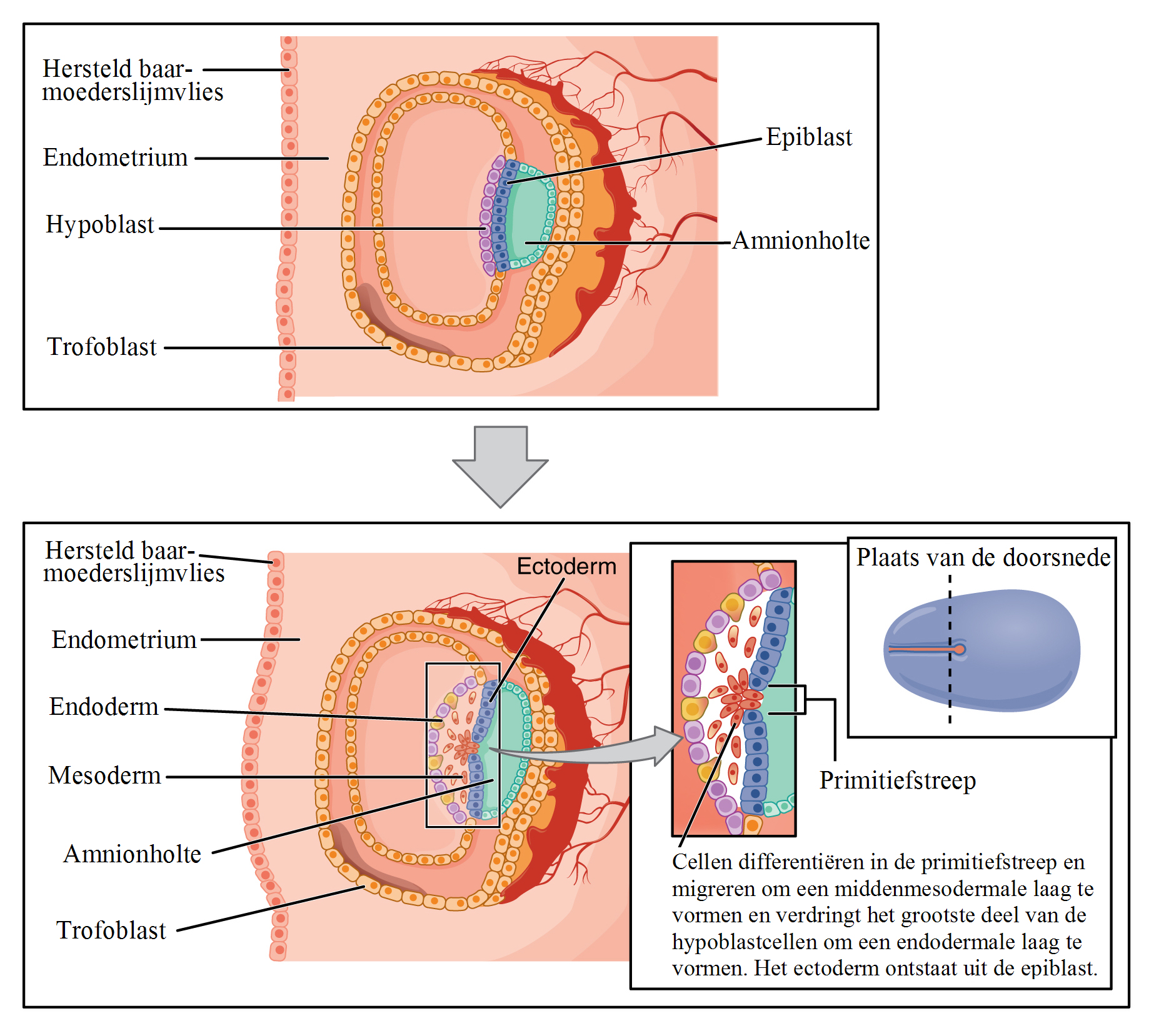
Ingenesteld embryo met onder andere de kiemschijf en primitieve streep

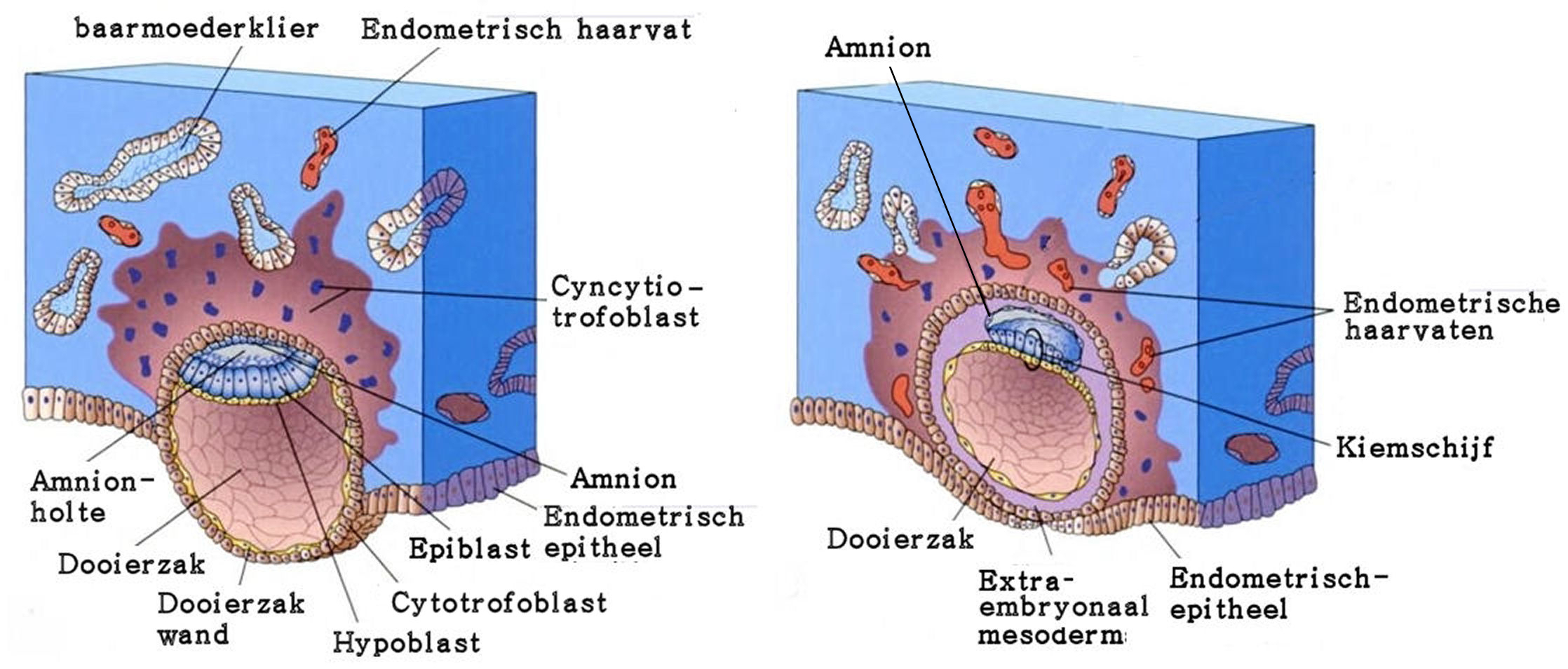
Innesteling

Bij de Amniota is de hypoblast een van de twee verschillende kiemschijflagen die voortkomen uit de binnenste celmassa in de blastocyste van zoogdieren, of uit het blastoderm bij reptielen en vogels. Uit de hypoblast ontstaat de dooierzak, die op zijn beurt aanleiding geeft tot het chorion. De laag cellen, die vooraan uit de sikkel van Koller groeit, vormt samen met de primaire hypoblast de secundaire hypoblast (ook wel endoblast genoemd).
De hypoblast is een laag cellen in vissen- en Amniota-embryo's. De hypoblast helpt bij het bepalen van de lichaamsassen van het embryo, en de migratie ervan bepaalt de celbewegingen die gepaard gaan met de vorming van de primitieve streep, en helpt het embryo te oriënteren en tweezijdige symmetrie te creëren.

## Structuur
De hypoblast ligt onder de epiblast en bestaat uit kleine kubusvormige cellen. De hypoblast bij vissen (maar niet bij vogels en zoogdieren) bevat de voorlopers van zowel het endoderm als het mesoderm. Bij vogels en zoogdieren bevat het voorlopers van het extra-embryonale endoderm van de dooierzak.
Bij kippenembryo's vormt de vroege splitsing een area opaca (ondoorzichtig gebied) en een area pellucida (doorschijnend gebied), en het gebied daartussen wordt de marginale zone genoemd. De arae opaca is het perifere deel van het blastoderm (primitieve plooien) waar de cellen aan de dooier blijven zitten.

## Functie
Hoewel de hypoblast niet bijdraagt aan het embryo, beïnvloedt hij wel de oriëntatie van het embryo. De hypoblast remt ook de vorming van primitieve strepen. De afwezigheid van de hypoblast resulteert in meerdere primitieve strepen in kippenembryo's. De primitieve, van het endoderm afkomstige dooierzak zorgt voor de juiste organogenese van de foetus en de uitwisseling van voedingsstoffen, gassen en afvalstoffen. Hypoblastcellen leveren ook chemische signalen die de migratie van epiblastcellen specificeren.

## Vogels

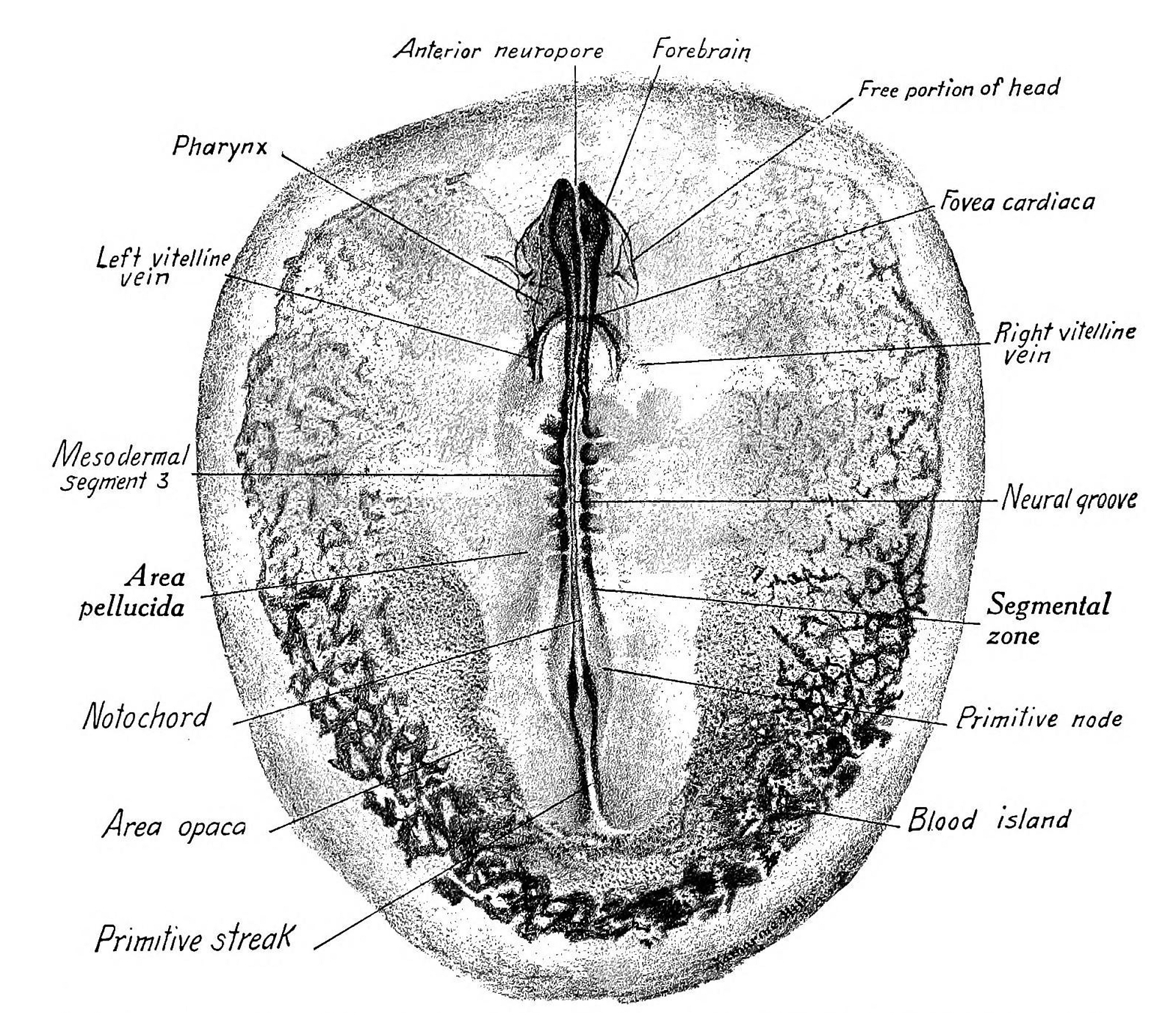
Dorsaal aanzicht. 25 uur oud vogelembryo

Bij vogels wordt de vorming van primitieve strepen gegenereerd door een verdikking van de epiblast, de sikkel van Koller genoemd. De sikkel van Koller wordt gecreëerd aan de achterste rand van de area pellucida, terwijl de rest van de cellen van de area pellucida (doorschijnen) aan de oppervlakte blijven. Bij kuikens invagineren de mesodermcellen niet, zoals bij amfibieën, maar ze migreren mediaal en caudaal van beide kanten en creëren een verdikking in de middellijn die primitieve streep wordt genoemd. De primitieve streep groeit snel in lengte naarmate meer vermoedelijke mesodermcellen zich naar binnen blijven aggregeren. Gastrulatie begint in de area pellucida naast de achterste marginale zone, aangezien de hypoblast en de primitieve streep daar beide beginnen. Het vogelembryo komt volledig uit de epiblast, en de hypoblast draagt aan geen enkele cel bij. De hypoblastcellen vormen delen van de andere membranen, zoals de dooierzak en de stele die de dooiermassa verbindt met het endodermale spijsverteringskanaal. Tussen de area opaca (ondoorzichtig gebied) en de sikkel van Koller bevindt zich een gordelachtig gebied dat de achterste marginale zone (PMZ=posterior marginal zone) wordt genoemd. De PMZ organiseert de knoop van Hensen of primitieve knoop in Amniota.
Ondertussen laten de cellen in de meer voorste delen van de epiblast los en blijven ze aan de epiblast gehecht om hypoblast-‘eilanden’ te vormen. Deze eilanden zijn clusters van 5 tot 20 cellen die migreren en de primaire hypoblast worden. De laag cellen, die vooraan uit de sikkel van Koller groeit, vormt samen met de primaire hypoblast de secundaire hypoblast (ook wel de endoblast).
Het resulterende tweelaagse blastoderm (epiblast en hypoblast) wordt samengevoegd in de marginale zone van de area opaca, en de ruimte tussen de lagen vormt een blastocoel-achtige holte. Celdeling draagt bij aan de lengte die wordt geproduceerd door convergente extensie. Sommige cellen uit het voorste deel van de epiblast dragen bij aan de vorming van de knoop van Hensen. De knoop van Hensen is de organisator van de gastrulatie in het embryo van gewervelde dieren. Tegelijkertijd blijven de secundaire hypoblastcellen (endoblastcellen) naar voren migreren vanuit de achterste marginale zone van het blastoderm. De verlenging van de primitieve streep is van dezelfde omvang als de voorste migratie van deze secundaire hypoblastcellen. De hypoblast stuurt de beweging van de primitieve streep, die zich uiteindelijk uitstrekt tot ongeveer driekwart van de lengte van de area pellucida.
Cellen migreren naar de primitieve streep en als ze het embryo binnenkomen, scheiden de cellen zich in twee lagen. De diepe laag sluit zich langs de middellijn aan bij de hypoblast, waardoor de hypoblastcellen naar de zijkanten worden verplaatst. De eerste cellen die door de knoop van Hensen migreren, zijn voorbestemd om het farynx-endoderm van de voordarm te worden. Eenmaal diep in het embryo migreren de endodermale cellen naar voren en verdringen uiteindelijk de hypoblastcellen, waardoor de hypoblastcellen worden beperkt tot het voorste gedeelte van het gebied.
Dit patroon lijkt op dat van amfibie-embryo's. Er is Nodalactiviteit nodig om de primitieve streep te initiëren, en het is de afscheiding van Cerberus – een antagonist van Nodal – door de primaire hypoblastcellen die de vorming van primitieve strepen voorkomen. Terwijl de primaire hypoblastcellen zich van de PMZ verwijderen, is het Cerberus-eiwit niet langer aanwezig, waardoor Nodalactiviteit (en dus de primitieve streep) in de achterste epiblast mogelijk wordt. Eenmaal gevormd scheidt de primitieve streep echter zijn Nodal-antagonist af, het Lefty-eiwit, waardoor de vorming van verdere primitieve strepen wordt voorkomen. Uiteindelijk worden de Cerberus-afscheidende hypoblastcellen naar de toekomstige voorkant van het embryo geduwd, waar ze ertoe bijdragen dat zenuwcellen in dit gebied voorhersenen worden in plaats van meer posterieure structuren van het zenuwstelsel. Naarmate de primitieve streep zijn maximale lengte bereikt, wordt de transcriptie van het Sonic hedgehog-gen (Shh) beperkt tot de linkerkant van het embryo, gecontroleerd door activine en zijn receptor.

## Zoogdieren
Bij de embryogenese van zoogdieren ontstaan door differentiatie en segregatie van cellen in de binnenste celmassa van de blastocyste twee verschillende lagen: de epiblast ("primitief ectoderm") en de hypoblast ("primitief endoderm"). In contact met de blastocoel wordt de onderste laag het primitieve endoderm genoemd, en deze is homoloog aan de hypoblast van het kippenembryo. Terwijl hypoblastcellen ventraal loslaten, weg van de embryonale pool, om de blastocoel te bekleden, worden de resterende cellen van de binnenste celmassa, gelegen tussen de hypoblast en de polaire trofoblast, de epiblast.
Bij de muis zijn de oerkiemcellen afkomstig van epiblastcellen. Deze specificatie gaat gepaard met uitgebreide epigenetische herprogrammering waarbij globale DNA-demethylering, chromatine-reorganisatie en het wissen van genomische imprints betrokken zijn, wat resulteert in totipotentie. Bij de muis (het meest bestudeerde zoogdiermodelorganisme hiervoor) beperkt de hypoblast de Nodale activiteit met behulp van Cerberus en Lefty1, terwijl vogels alleen Cerberus gebruiken.

## Vissen

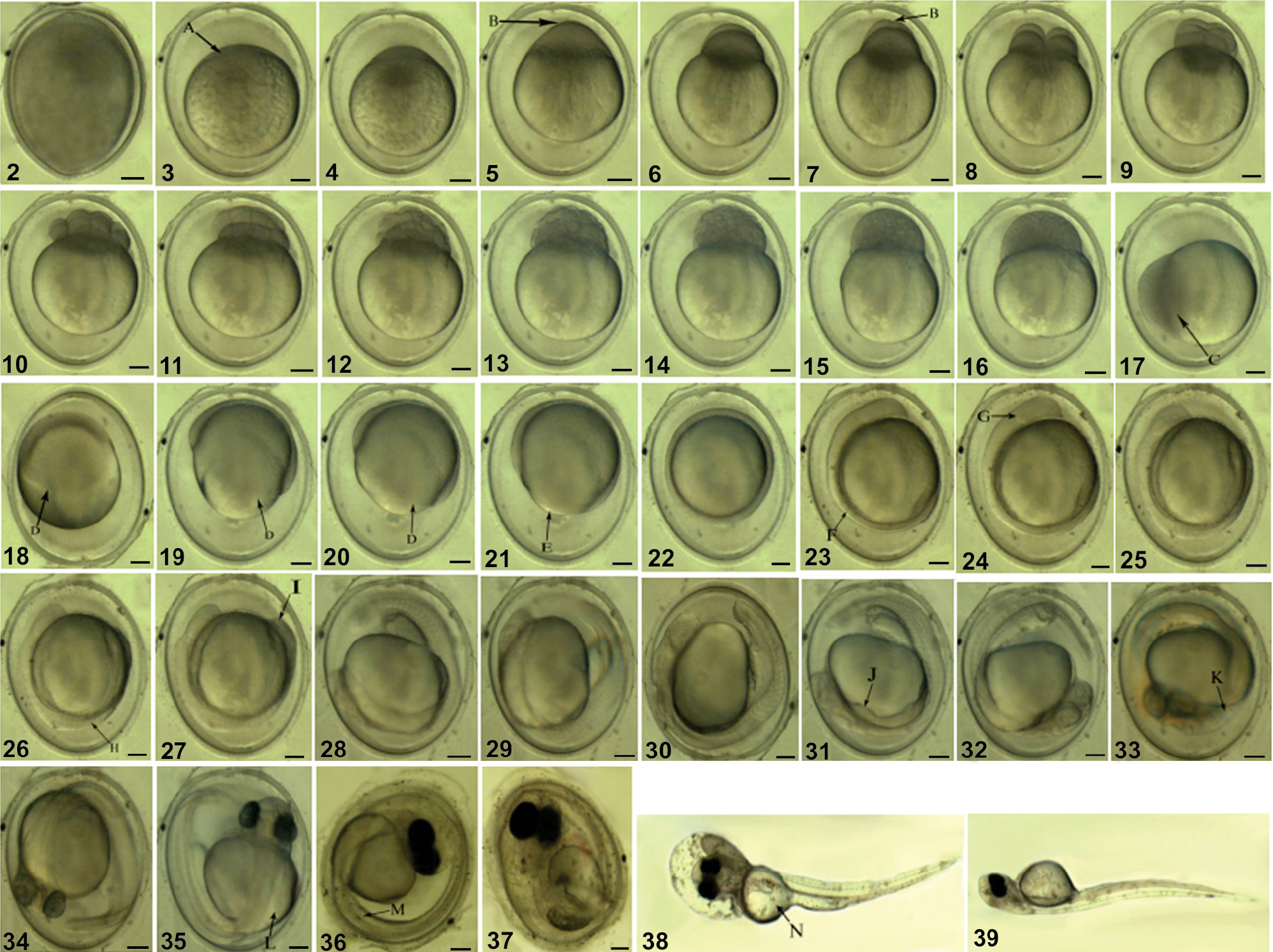
Ontwikkeling van ei tot larve bij Pseudorasbora parva, 18 D: Vroege gastrula fase met D=kiemring

Epibolische beweging van cellen tijdens de gastrulatie en met blastoporus

Zodra de blastodermcellen bijna de helft van de dooier hebben bedekt, treedt verdikking op langs de hele rand van de diep gelegen cellen. De verdikking wordt de kiemring genoemd en bestaat uit een oppervlakkige laag, de epiblast die het ectoderm zal worden, en een binnenlaag genaamd de hypoblast die het endoderm en mesoderm zal vormen. Terwijl de blastodermcellen epiboliseren rond de dooier, beginnen de cellen aan de blastodermrand de hypoblast te vormen. De vermoedelijke ectoderm- of epiblastcellen doen dat niet, maar de diep gelegen cellen (binnenste cellaag) doen dat wel en zij worden het mesoderm en het endoderm. Terwijl de hypoblastcellen naar binnen bewegen, begint het toekomstige mesoderm (hypoblastcellen) vegeterend te bewegen en zich te vermenigvuldigen. Later in de ontwikkeling veranderen deze cellen van richting en beginnen ze naar de dierlijke pool te bewegen. Endodermale voorlopers lijken echter geen patroon te hebben en willekeurig over de dooier te bewegen. (Epibolie is de beweging van epitheellagen (meestal van ectodermale cellen) die zich als een eenheid verspreiden.)

## Genetisch
De signaaltransductieroute, het Wnt-reactiepad (Wnt: Wingless en Int-1.), wordt geactiveerd door fibroblastgroeifactoren (FGF) geproduceerd door de hypoblast. Als de hypoblast wordt geroteerd, volgt de oriëntatie van de primitieve streep de rotatie. Als FGF-signalering in de epiblastlaag wordt geactiveerd, zal daar Wnt-signalering plaatsvinden. De oriëntatie van de primitieve streep zal veranderen alsof de hypoblast daar was geplaatst. De celmigraties die de primitieve streep vormen lijken te worden gereguleerd door FGF's uit de hypoblast, die de Wnt-planaire celpolariteitsroute in de epiblast activeert. Het Wnt-reactiepad wordt op zijn beurt geactiveerd door FGF's geproduceerd door de hypoblast.